# Abstrakcja (sztuka)
Abstrakcja (łac. abstractio „oderwanie”) – w sztukach plastycznych: taka realizacja dzieła, w której jest ono pozbawione wszelkich cech ilustracyjności, a artysta nie stara się naśladować natury.
Autorzy stosują różne środki wyrazu, dzięki którym „coś przedstawiają”. Sztuka abstrakcyjna jest nazywana sztuką nieprzedstawiającą, niefiguratywną.
Jest to sztuka bardzo różnorodna, w której występują odrębne nurty, czasem związane z jednym tylko artystą.

## Treść dzieła abstrakcyjnego
Problemy, jakimi zajmują się artyści, zawsze dotyczą treści i formy. Forma stosowana w sztuce abstrakcyjnej może być bardzo różnorodna, jak tego dowodzą dotychczasowe dzieje sztuki. Tym, co wyróżnia sztukę abstrakcyjną od nieabstrakcyjnej, jest brak rozpoznawalnych przedmiotów. W swojej istocie sztuka abstrakcyjna jest najbliższa muzyce: w obu tych dyscyplinach sztuki ilustracja jakiegoś tematu jest budowana nie wprost, a poprzez odwołanie do swoistych środków wyrazu, takich jak rytm, barwa, kontrast, walor, różne wielkości i wiele innych.
Dokładnie te same problemy formalne stoją przed artystami zajmującymi się sztuką tzw. przedstawiającą, czy figuratywną, są one jednak w pewnym sensie ukryte przed odbiorcą, któremu warstwa ilustracyjna może wydawać się ważniejsza.
Odpowiedź na to, co przedstawia abstrakcja, jest równie trudna, jak na każde pytanie o sens dzieła: w warstwie wizualnej przedstawia to, co widać jako linie, plamy i punkty, które można opisać, zmierzyć i sfotografować – a w warstwie znaczeniowej może mieścić się wszystko. Zarówno emocje, jak i koncepcje filozoficzne, zabawa formą i rozwiązywanie własnych problemów autora, o których nie chce (nie może lub nie potrafi) mówić wprost.